# Барковский, Александр Михайлович
Александр Михайлович Барко́вский (р. 3 декабря 1954, Иркутск) — советский и российский актёр.

## Биография
Родился 3 декабря 1954 года в Иркутске. По окончании ВТУ имени М. С. Щепкина в 1976 году артист Нижегородского ТЮЗа. Снимается в кино.
11 июня 2017 года принял участие в интеллектуальной викторине «Своя игра», где занял третье место с нулём.

## Творчество

### Театральные роли
- «Принц и нищий» М. Твена — Принц
- «Бей, барабан!»  С. А. Ермолинского и А. Г. Хмелика — Лёнька
- «Следствие» Н. Воронова — Зуйков
- «Сигнальщики и горнисты» А. Г. Алексина — Сергей
- «У моря» В. С. Розова — Алексей
- «В начале было слово» Ю. Л. Лиманова — Даниил
- «Волшебные башмаки» Г. С. Мамлина — Джек
- «Виндзорские насмешницы», Шекспира — Пистоль
- «Приключения Буратино» А. Н. Толстого — Буратино
- «Царевна-лягушка» Г. О. Соколовой — Баба-Яга
- «Кабанчик» В. С. Розова — Алексей
- «Недоросль» Д. И. Фонвизина — Кутейкин
- «Побег в страну Короля Грез» М. А. Варфоломеева — кот Василий
- «Тайна Замка Ужасов» Г. В. Сапгира и Ю. Табака — Чарльз Гран
- «О чем рассказали волшебники» В. Н. Коростылёва — слуга Бармалея
- «Миссис Пайпер ведет следствие» Дж. Попллуэла — Годдард
- «Звездопляс-ТВ-шоу» В. Симакина — „Клоун“
- «Сказка про Андрея-стрельца» М. Гусева — Царь
- «Коварство и любовь» Ф. Шиллера — Вурм
- «Проделки Маленькой Бабы-Яги» Ю. И. Коринца — ворон Абрахас
- «Прощание в июне» А. В. Вампилова — Золотуев
- «Ревизор» Н. В. Гоголя — судья Аммос Фёдорович Ляпкин-Тяпкин
- «Бедность не порок»  А. Н. Островского
- «Ай, да братец Кролик!» А. А. Арцишевского и В. Лымарева — Братец Лис
- «Королевство кривых зеркал» В. Г. Губарева и А. В. Успенского — король Йагупоп
- «Последние» М. Горького — Яков Коломийцев
- «Калека с острова Инишмаан» М. Макдонаха — Джоннипатинмайк (2007, режиссёр Е. Б. Фирстова);
- «Бременские музыканты» В. Б. Ливанова и Ю. С. Энтина — Король (2008, режиссёр В. В. Кокорин);
- «Собачье сердце»  М. А. Булгакова — Швейцар (режиссёр В. А. Золотарь);
- «Король Лир» У. Шекспира — Освальд
- «Рок-н-ролл на опушке» по мотивам русской народной сказки «Волк и семеро козлят» — Попугай
- «Гроза» А. Н. Островского — Кулигин
- «Женитьба Фигаро» П. Бомарше — Базиль
- «Приключения Тома Сойера» М. Твена — учитель Доббинс
- «Визит» Ф. Дюрренматта — Учитель (2013, режиссёр В. Л. Шрайман)
- «Кабала святош» М. А. Булгакова — архиепископ де Шаррон (2014, режиссёр В. Л. Шрайман);
- «Летучий корабль» — Царь (2014, режиссёр В. А. Червяков).

### Фильмография
- 1975 — Маленький сержант — Алексей
- 2010 — Утомлённые солнцем 2: Предстояние — эпизод
- 2011 — Утомлённые солнцем 2: Цитадель — эпизод
- 2014 — Московская борзая — декан
- 2015 — Метод — патологоанатом; Запретная любовь — Кукушкин

## Награды и премии
- заслуженный артист РФ (2014)
- Лауреат III Всероссийского фестиваля национальной драматургии за роль Врабие Петру в спектакле «Запах спелой айвы» по пьесе И. Друцэ (1978).
- Диплом «Творческая удача» и премия фестиваля «Премьеры сезона» за роль Джоннипатинмайка в спектакле «Калека с острова Инишмаан» М. Макдонаха. (2008)
- Дважды лауреат фестиваля театральных капустников «Веселая коза».
- Лауреат открытого фестиваля-конкурса имени Е. А. Евстигнеева — за лучшую мужскую роль второго плана(Золотуев в спектакле «Прощание в июне» А. Вампилова, 2007)
- Лауреат открытого фестиваля-конкурса имени Е. А. Евстигнеева — за лучшую мужскую (Король в спектакле «Бременские музыканты» В. Ливанова, Ю. Энтина, 2010)